# Calvin Verdonk
Calvin Verdonk (Dordrecht, 26 april 1997) is een Nederlands-Indonesisch voetballer die doorgaans als linksback of centrale verdediger speelt. Sinds juli 2022 staat hij onder contract bij N.E.C.. Verdonk was Nederlands jeugdinternational en debuteerde in juni 2024 in het Indonesisch voetbalelftal.

## Carrière

### Feyenoord
Verdonk debuteerde op 8 maart 2015 in het betaald voetbal in het shirt van Feyenoord. Hij viel die dag een kwartier voor tijd in voor Lucas Woudenberg tijdens een met 3-0 gewonnen wedstrijd tegen NAC. Een maand eerder was hij in zijn woonplaats Dordrecht tot 'sporttalent van het jaar' uitgeroepen vanwege zijn prestaties op het EK voor spelers tot 17 jaar in 2014. Verdonk verlengde in november 2015 zijn contract bij Feyenoord tot medio juni 2020.

#### Uitgeleend aan PEC Zwolle
Gedurende het seizoen 2016/17 werd Verdonk uitgeleend aan PEC Zwolle. Achteraf gaf Feyenoord aan dat Verdonk niet zo veel wedstrijden bij PEC Zwolle had gespeeld als vooraf verwacht. Hij kwam bij PEC Zwolle tot negentien wedstrijden, alvorens hij terugkeerde bij Feyenoord.

#### Uitgeleend aan N.E.C.
Het seizoen erna werd hij opnieuw verhuurd, ditmaal aan N.E.C., dat net was gedegradeerd naar de Jupiler League. Hij kreeg rugnummer 5 en maakte op 18 augustus 2017 gelijk zijn debuut voor N.E.C. Als linksback speelde hij tegen Almere City (3-1 winst) de hele wedstrijd. Op 9 maart 2018 scoorde hij in de met 3-0 gewonnen thuiswedstrijd tegen FC Volendam zijn eerste doelpunt voor N.E.C. en in zijn profcarrière.

#### Terugkeer bij Feyenoord
Na de huurperiodes bij PEC Zwolle en N.E.C. was het de bedoeling dat Verdonk zou aansluiten bij Jong Feyenoord. Echter raakte Ridgeciano Haps geblesseerd en moest Verdonk zich in de voorbereiding aansluiten bij het eerste. Hij maakte indruk en maakte zijn basisdebuut voor Feyenoord in de Johan Cruijff Schaal tegen PSV. Feyenoord won die wedstrijd na een strafschoppenserie, waarin Verdonk een strafschop benutte. Hij maakte een paar dagen later zijn Europese debuut in het Europa League-duel tegen AS Trenčín. Deze wedstrijd ging met 4-0 verloren. Op 11 november was Verdonk voor het eerst betrokken bij een doelpunt van de Rotterdammers door tegen Heracles Almelo een assist te geven bij de 2-0 van Toornstra. In de wedstrijd tegen De Graafschap op 9 februari 2019 maakte hij voor het eerst zelf een doelpunt voor Feyenoord door de 2-0 te scoren. Feyenoord wist die wedstrijd uiteindelijk met 4-0 te winnen.

#### Uitgeleend aan FC Twente
Op donderdag 15 augustus 2019 werd bekendgemaakt dat FC Twente Verdonk voor een half seizoen op huurbasis overneemt van Feyenoord. Dat halve seizoen werd in december verlengd tot het eind van het seizoen.

### FC Famalicão
In september 2020 ging hij in Portugal voor FC Famalicão in de Primeira Liga spelen, daarbij tekende hij een contract voor vier seizoenen. In zijn eerste seizoen lukte het hem niet om een basisplaats te veroveren.

### N.E.C.
In het seizoen 2021/22 is hij opnieuw voor één seizoen verhuurd aan N.E.C., dat nu uitkomt in de Eredivisie. In zijn eerste wedstrijd dat seizoen viel hij in, uitgerekend tegen Feyenoord. Binnen één minuut na zijn wissel scoorde hij tegen zijn oude club de 2-3, hoewel N.E.C. alsnog met 5-3 verloor. In zijn eerste seizoen kwam hij tot 24 wedstrijden voor de Nijmegenaren, waarin hij tweemaal scoorde. In de zomer van 2022 werd bekend dat N.E.C. een contract aanbood, nadat zijn contract in Portugal afliep. Hij tekende voor twee seizoenen bij N.E.C. Op 8 februari 2023 scoorde Verdonk opnieuw tegen Feyenoord, dat daarmee met 0-1 achterkwam. Net als anderhalf jaar geleden werd dit een doelpuntrijke wedstrijd die uiteindelijk door Feyenoord gewonnen werd (4-4, 5-3 na penalty's). Hij miste een groot deel van de tweede seizoenshelft vervolgens wegens een blessure. 
Het seizoen erop was hij door het vertrek van Souffian El Karouani naar FC Utrecht onbetwist basisspeler. Door blessureleed van Philippe Sandler en Mathias Ross begon hij het seizoen als centrale verdediger naast Bram Nuytinck. Later dat seizoen verhuisde hij weer naar linksback, maar hij speelde nog steeds sporadisch als centrale verdediger. Dat seizoen miste hij in de eerste seizoenshelft in alle competities geen enkele wedstrijd. Op 20 januari 2024 was hij tegen FC Twente matchwinner. Tevens scoorde hij zijn eerste doelpunt van dat seizoen. Een maand later schoot hij tegen Sparta Rotterdam opnieuw een vrije trap binnen. Op 21 maart werd zijn aflopende contract met een jaar verlengd. Op 30 augustus verlengde hij zijn aflopende contract met drie seizoenen tot de zomer van 2028. Dat seizoen was hij opnieuw onbetwist basisspeler en miste hij slechts één wedstrijd. 

## Clubstatistieken
| Seizoen                          | Club            | Competitie      | Competitie | Competitie | Beker | Beker | Overig | Overig | Totaal | Totaal |
| Seizoen                          | Club            | Competitie      | Wed.       | Dlp.       | Wed.  | Dlp.  | Wed.   | Dlp.   | Wed.   | Dlp.   |
| -------------------------------- | --------------- | --------------- | ---------- | ---------- | ----- | ----- | ------ | ------ | ------ | ------ |
| 2014/15                          | Feyenoord       | Eredivisie      | 1          | 0          | —     | —     | —      | —      | 1      | 0      |
| 2015/16                          | Feyenoord       | Eredivisie      | 0          | 0          | —     | —     | —      | —      | 0      | 0      |
| 2016/17                          | → PEC Zwolle    | Eredivisie      | 17         | 0          | 2     | 0     | —      | —      | 19     | 0      |
| 2017/18                          | → N.E.C.        | Eerste divisie  | 37         | 2          | 3     | 0     | 1      | 0      | 41     | 2      |
| 2018/19                          | Feyenoord       | Eredivisie      | 12         | 1          | 4     | 0     | 2      | 0      | 18     | 1      |
| 2019/20                          | → FC Twente     | Eredivisie      | 22         | 1          | 2     | 0     | —      | —      | 24     | 1      |
| 2020/21                          | FC Famalicão    | Primeira Liga   | 12         | 0          | —     | —     | —      | —      | 12     | 0      |
| 2021/22                          | FC Famalicão    | Primeira Liga   | 1          | 0          | 2     | 0     | —      | —      | 3      | 0      |
| 2021/22                          | → N.E.C.        | Eredivisie      | 21         | 1          | 3     | 1     | —      | —      | 24     | 2      |
| 2022/23                          | N.E.C           | Eredivisie      | 17         | 0          | 3     | 1     | —      | —      | 20     | 1      |
| 2023/24                          | N.E.C           | Eredivisie      | 34         | 2          | 6     | 0     | 1      | 0      | 41     | 2      |
| 2024/25                          | N.E.C           | Eredivisie      | 33         | 1          | 2     | 0     | 1      | 0      | 36     | 1      |
| 2025/26                          | N.E.C           | Eredivisie      | 2          | 0          | 0     | 0     | 0      | 0      | 2      | 0      |
| Carrière totaal                  | Carrière totaal | Carrière totaal | 209        | 8          | 27    | 2     | 5      | 0      | 241    | 10     |
| Bijgewerkt t/m 20 augustus 2025. |                 |                 |            |            |       |       |        |        |        |        |

## Interlandcarrière
Verdonk speelde voor verschillende jeugdelftallen van Nederland, maar werd geselecteerd voor het seniorenelftal van Indonesië. De vader van Verdonk werd geboren in Indonesië en daardoor mag hij nu uitkomen voor het nationaal elftal. Hij debuteerde op 11 juni 2024 in een kwalificatiewedstrijd voor het WK 2026 tegen de Filipijnen (2-0).
| Interlands van Calvin Verdonk voor Indonesië | Interlands van Calvin Verdonk voor Indonesië | Interlands van Calvin Verdonk voor Indonesië | Interlands van Calvin Verdonk voor Indonesië | Interlands van Calvin Verdonk voor Indonesië | Interlands van Calvin Verdonk voor Indonesië |
| №                                            | Datum                                        | Wedstrijd                                    | Uitslag                                      | Competitie                                   | Goals                                        |
| -------------------------------------------- | -------------------------------------------- | -------------------------------------------- | -------------------------------------------- | -------------------------------------------- | -------------------------------------------- |
| 1                                            | 11 juni 2024                                 | Indonesië – Filipijnen                       | 2 – 0                                        | WK 2026 (kwalificatie)                       | 0                                            |
| 2                                            | 5 september 2024                             | Saoedi-Arabië – Indonesië                    | 1 – 1                                        | WK 2026 (kwalificatie)                       | 0                                            |
| 3                                            | 10 september 2024                            | Indonesië – Australië                        | 0 – 0                                        | WK 2026 (kwalificatie)                       | 0                                            |
| 4                                            | 10 oktober 2024                              | Bahrein – Indonesië                          | 2 – 2                                        | WK 2026 (kwalificatie)                       | 0                                            |
| 5                                            | 15 oktober 2024                              | China – Indonesië                            | 2 – 1                                        | WK 2026 (kwalificatie)                       | 0                                            |
| 6                                            | 15 november 2024                             | Indonesië – Japan                            | 0 – 4                                        | WK 2026 (kwalificatie)                       | 0                                            |
| 7                                            | 19 november 2024                             | Indonesië – Saoedi-Arabië                    | 2 – 0                                        | WK 2026 (kwalificatie)                       | 0                                            |
| 8                                            | 20 maart 2025                                | Australië – Indonesië                        | 5 – 1                                        | WK 2026 (kwalificatie)                       | 0                                            |
| 9                                            | 25 maart 2025                                | Indonesië – Bahrein                          | 1 – 0                                        | WK 2026 (kwalificatie)                       | 0                                            |
| 10                                           | 5 juni 2025                                  | Indonesië – China                            | 1 – 0                                        | WK 2026 (kwalificatie)                       | 0                                            |

Bijgewerkt op 11 augustus 2025.

## Erelijst
| Competitie           | Aantal    | Jaren     |
| Feyenoord            | Feyenoord | Feyenoord |
| -------------------- | --------- | --------- |
| Johan Cruijff Schaal | 1x        | 2018      |
| KNVB beker           | 1x        | 2015/16   |

| Competitie                         | Winnaar       | Winnaar       | Tweede        | Tweede        | Derde         | Derde         |
| Competitie                         | Aantal        | Jaren         | Aantal        | Jaren         | Aantal        | Jaren         |
| Nederland –17                      | Nederland –17 | Nederland –17 | Nederland –17 | Nederland –17 | Nederland –17 | Nederland –17 |
| ---------------------------------- | ------------- | ------------- | ------------- | ------------- | ------------- | ------------- |
| Europees kampioenschap voetbal –17 | -             | -             | 1x            | 2014          | -             | -             |